# Traian Dârjan
Traian Dârjan (n. 18 noiembrie 1920, Someșeni, Cluj, România – d. 25 februarie 1945, Dúbravy, Republica Slovacă) a fost un adjutant aviator român, as al aviației, care a căzut eroic în luptele din cel de-al Doilea Război Mondial.

## Biografie

### Formarea ca pilot
S-a născut într-o familie de țărani din satul Someșeni, astăzi cartier estic al orașului Cluj, unde se afla începând din 1928 un aerodrom militar. Părinții săi erau țăranii Ambrosie Dârjan (d. 21 septembrie 1922) și Paraschiva Dârjan (d. 30 septembrie 1975). A urmat școala primară în satul natal ca bursier al statului, după care a absolvit 4 clase la Liceul Comercial din Cluj. Provenit dintr-o familie săracă și orfan de tată de la o vârstă fragedă, a fost nevoit să muncească de la vârsta de 14 ani pentru a-și completa bursa de elev. După absolvirea liceului s-a înscris în toamna anului 1939 la Școala de aviație civilă A.R.P.A. (Asociația Română pentru Propaganda Aviației) din Cluj, obținând la absolvire, în decembrie 1939, brevetul de pilot de turism clasa a II-a.
A urmat apoi, între 10 iulie 1940 și 11 aprilie 1942, cursurile Școlii Militare de Subofițeri Naviganți de la Tecuci, fiind clasat al 49-lea din 110 cursanți. A primit brevetul de pilot de război (18 aprilie 1942), a fost avansat de la gradul de elev sergent la gradul de adjutant stagiar aviator (1 iulie 1942) și trimis pentru a efectua antrenamente pe avioanele de război la Școala de Piloți de Vânătoare din Galați. Din cauza lipsei de piloți a fost repartizat în Grupul 9 Vânătoare, care efectua antrenamente la Tiraspol pe avioanele Messerschmitt Bf 109 G. Grupul 9 Vânătoare a fost trimis în septembrie 1943 pe Frontul de Est, efectuând 90 de misiuni de zbor până la sfârșitul anului și doborând trei avioane sovietice. Până în vara anului 1944 a participat la numeroase misiuni de zbor, atacând și doborând avioane inamice sovietice și americane.
Doborât pe 22 august 1944 într-o luptă aeriană cu o formație mare de avioane sovietice la sud de Iași, adjutantul Traian Dârjan a căzut prizonier la ruși, dar a fost eliberat și a ajuns în 30 septembrie 1944 la unitatea sa, care se afla atunci la baza aeriană de pe aerodromul Turnișor de lângă Sibiu. A participat la numeroase acțiuni de luptă pentru eliberarea Transilvaniei de Nord, decolând de pe aerodromurile Turnișor-Sibiu și Someșeni-Cluj. Împreună cu unitatea sa, care susținea aerian Armata Română, pornită în urmărirea inamicului, Traian Dârjan a luat parte apoi la luptele din Ungaria, aflându-se din 25 octombrie 1944 pe aerodromul Túrkeve de unde a decolat în numeroase misiuni, printre care bombardarea aerodromului Hatvany (12-13 decembrie 1944) și a orașului Budapesta, precum și a altor obiective militare. Începând din 14 ianuarie 1945 s-a aflat pe aerodromul Lučenec din Cehoslovacia, de unde a pornit în misiuni grele de recunoaștere și vânătoare.

### Căderea
Traian Dârjan a căzut la 25 februarie 1945. Propaganda comunistă i-a creat lui Dârjan o legendă fantastică. Lupta în care a căzut este descrisă în 1966 în Aripi românești. Acolo s-a afirmat că Dârjan s-ar fi oferit voluntar pentru a cincea misiune din acea zi. Formația din care făcea parte era o celulă (2 avioane) care nu ar fi ezitat să atace o formație de 6 Focke-Wulf Fw 190, acestora alăturându-se alte 8 Messerschmitt Bf 109. Angajând lupta, Dârjan ar fi reușit să incendieze unul dintre avioanele Focke-Wulf, dar ar fi fost doborât de Messerschmitturi. În cădere, Dârjan și-ar fi îndreptat avionul spre o cazemată hitleristă pe care a distrus-o la impact. În 1973 jurnalistul Gavrilă Săcădat a reluat povestea, afirmând că resturile lui ar fi fost recuperate de sovietici, care ar fi organizat și prima gardă de onoare în cinstea lui. Celula din care făcea parte Dârjan era formată din Bâzu Cantacuzino, comandantul Grupului 9 Vânătoare, și Traian Dârjan. Bâzu nu a descris lupta, nici atunci, nici mai târziu, Dârjan a murit în acea luptă, iar alții care să asiste la ea n-au mai fost. Marandiuc afirmă că lupta descrisă de Săcădat este produsul imaginației acestuia, fiind împănată cu dialoguri inventate și absurde. Însă generalul de aviație Radu Theodoru nu menționează în cartea Misiune de sacrificiu (1977) că Dârjan ar fi distrus o cazemată. Alt propagandist, Ioan Cherecheș, a reluat versiunea lui Radu Theodoru în cartea În căutarea eroilor (1981).
Versiunea din Aripi românești a fost reluată și în 1984 în lucrarea Istoria Aviației Române și în 1985 de Leonida Loghin ș.a. în cartea Bărbați ai datoriei: 23 august 1944 – 12 mai 1945. Mic dicționar. În această versiune din urmă, Traian Dârjan a plecat alături de Bâzu într-o misiune de recunoaștere (misiunea 176-a a lui Traian Dârjan), bombardând coloane germane în zona Očová–Zolná și doborând două avioane germane Focke-Wulf Fw 190 ce atacau trupe sovietice. În timp ce căutau epava unui avion doborât de Bâzu Cantacuzino, au fost surprinși de o patrulă de 12 avioane de vânătoare germane Messerschmitt Bf 109 condusă de asul german Helmut Lipfert. A avut loc o luptă aeriană cu un inamic superior numeric, iar Dârjan a reușit să avarieze în luptă câteva avioane germane. Avionul lui Bâzu Cantacuzino a fost doborât, iar, în timp ce-l apăra, Traian Dârjan a fost rănit grav de un proiectil de 13 mm și într-un ultim efort și-a îndreptat avionul aflat în picaj către o fortificație germană aflată în apropiere de liniile românești, pe care a distrus-o. Bâzu Cantacuzino a reușit să ajungă la baza Grupului 9 Vânătoare unde a povestit ce s-a întâmplat și a concluzionat: „Adjutantul Dârjan trebuie să fie mort”.
Această versiune de propagandă este folosită și astăzi în presa destinată elevilor din școlile de aviație din România. Însă documentele păstrate în arhivele militare, respectiv declarațiile locotenentului Mircea Traian Șenchea și ale ofițerului medic Mircea Grădinaru, cel care a recuperat cadavrul lui Traian Dârjan, precum și mărturii ale altor veterani care aparțineau de formația din care făceau parte Bâzu și Dârjan creionează o altă versiune.
În ziua de 25 februarie au fost executate patru misiuni, la care Traian Dârjan n-a participat. Întorcându-se dintr-o misiune, lt. Șenchea a semnalat existența forțelor germane în zonă. Bâzu Cantacuzino, dornic de încă o victorie aeriană pentru propriul său palmares, a apreciat că, din cauza penuriei de benzină de care suferea aviația germană și a necesității de a apăra teritoriul Germaniei de bombardamentele aliate, numărul avioanelor inamice din sector nu putea fi mare. S-a hotărât să plece într-o misiune de vânătoare liberă (a cincea misiune a grupului din acea zi), iar drept coechipier al celulei l-a solicitat pe Traian Dârjan, acesta fiind cunoscut ca un foarte bun coechipier, preferat și de alți comandanți ca Gheorghe Popescu-Ciocănel și Alexandru Șerbănescu. Au decolat în celulă, Bâzu pilotând avionul „2 roșu”, iar Dârjan avionul „9 galben”. În curând Bâzu a avariat un Focke Wulf. Dorind omologarea victoriei, celula a urmărit avionul lovit, nefiind atentă la situația generală. Deasupra lor, la înălțime mare, se afla celula (Rotte) de Messerschmitturi a lui Helmut Lipfert, care i-a atacat. Luați prin surprindere, au fost loviți atât Bâzu, cât și Dârjan. Avionul lui Bâzu a fost doar avariat, acesta reușind să-l pună pe burtă chiar în fața liniilor românești, dar Dârjan a fost ucis în aer, avionul său prăbușindu-se la aproximativ 1 km în spatele liniilor românești. Victoria lui Bâzu asupra avionului Focke Wulf a rămas neconfirmată, fiind totodată a 69-a victorie, și ultima, a lui Bâzu. Întors la bază, Bâzu i-a dat ordin ofițerului medic Mircea Grădinaru să recupereze imediat trupul lui Dârjan, misiune care presupunea alt risc inutil, deoarece trupul lui Dârjan putea fi recuperat de forțele terestre. Grădinaru a găsit avionul înfipt în pământ, dar nedistrus și nears. Ca urmare, ofițerul tehnic Serghei Țiganu a fost trimis a doua zi să recupereze aparatul de emisie–recepție, ceea ce a și făcut.
Această versiune combate afirmațiile că Dârjan ar fi executat cinci misiuni în ziua de 25 februarie, că s-ar fi oferit voluntar într-o a cincea misiune, că decolarea s-ar fi făcut pentru a apăra baza deoarece în zonă ar fi apărut aviația inamică, că ar fi dus o luptă inegală de doi contra a 12–14 adversari, că ar fi avariat mai multe avioane inamice sau chiar doborât unul, că ar fi executat o percutare kamikaze a unei cazemate inamice, că avionul s-a făcut praf la impact și că rămășițele lui Dârjan ar fi fost recuperate și onorate de sovietici. Dârjan nu a fost un Matrosov, ci un excelent luptător și coechipier, care a murit eroic, sacrificat din neglijență de Bâzu Cantacuzino, fapt care a dus la pierderea încrederii celorlalți piloți în Bâzu.

### Recunoașterea eroismului
Traian Dârjan a zburat în 176 de misiuni și avea un palmares de 11 victorii aeriene confirmate și una probabilă. Actul său de eroism a fost citat prin Ordinul de zi nr. 17/25 februarie 1945 al generalului Emanoil Ionescu, comandantul Corpului 1 Aerian Român: „având în vedere curajul, abnegația și spiritul de sacrificiu dus până la jertfirea de sine, dovedite în ziua de 25 februarie 1945 orele 16 de adj. stj.av. Traian Dârjan din Gr. 9 Vt. în timpul inegalei și vijelioasei lupte aeriene din sectorul Detva, pentru avântul și temeritatea cu care s-a aruncat în lupta cu un inamic superior numericește, sfidând moartea și jertfindu-se pe sine pentru gloria aripilor românești și pentru apărarea șefului său de patrulă pe care niciodată nu l-a părăsit în luptă, oricât de grea ar fi fost aceasta ORDON: Citarea prin Ordin de Zi pe Corpul Aerian Român a adj.stj.av. Traian Dârjan din Grupul 9 Vânătoare a cărui acțiune de înaltă bravură dusă până la sublima jertfă, va rămâne veșnică în amintirea zburătorilor români. Aviația română pierde prin adj.stj.av. Traian Dârjan pe unul dintre cei mai temerari luptători aerieni în plină ascensiune, care cade eroic în a 176-a misiune și care avea obținute 11 victorii aeriene”.
Camarazii aviatori ai lui Traian Dârjan au găsit următoarea notiță printre lucrurile sale: „Oriunde voi cădea în luptă, în orice țară, rog pe camarazii mei să-mi ducă corpul neînsuflețit și să-l înmormânteze în satul meu natal, Someșeni, județul Cluj, să fiu aproape de mama”. Respectându-i dorința, tovarășii lui de luptă i-au transportat cu un avion, în 29 februarie 1945, rămășițele pământești în satul natal, unde au fost înmormântate în Cimitirul Eroilor de pe strada Traian Vuia nr. 36.
Adjutantul stagiar av. Traian Dârjan a fost decorat cu Ordinul Virtutea Aeronautică de război cu spade, clasa Crucea de Aur cu prima baretă (6 octombrie 1944) și cu a doua baretă (31 octombrie 1944) și clasa Cavaler (11 aprilie 1945) „pentru fapte deosebite de arme săvârșite pe câmpul de luptă”, și cu medalia „Virtutea Militară”, clasa a II-a.

## In memoriam
Adjutantului aviator Traian Dârjan i s-a ridicat un bust în curtea întreprinderii IRIS din Cluj-Napoca în cadrul căreia a lucrat până la încorporare. Aviatorul este reprezentat în uniformă militară, având pe cap casca de zbor, iar pe soclu se află o placă de marmură cu următoarea inscripție: „Eroul Dârjan Traian, luptător neînfricat pentru eliberarea patriei de sub jugul fascist. 1920 - 1945”.
În semn de recunoștință, o stradă și o școală (fosta școală nr. 12) din municipiul Cluj-Napoca, precum și filiala teritorială clujeană a Aeroclubului României (care are, de asemenea, un bust expus în curtea aerodromului) îi poartă numele. În 2022 Aerodromul Traian Dârjan din Cluj Napoca a înființat o cupă transmisibilă, care este oferită ca premiu la concursul de aterizare precisă cu avioane sportive.

## Decorații
- Ordinul „Virtutea Aeronautică” de Război cu spade, clasa Crucea de Aur cu prima baretă (6 octombrie 1944)[28]
- Ordinul „Virtutea Aeronautică” de Război cu spade, clasa Crucea de Aur cu a doua baretă (31 octombrie 1944)[29]
- Ordinul „Virtutea Aeronautică” de Război cu spade, clasa Cavaler (11 aprilie 1945)[30]